# Quique Sánchez Flores
Enrique Sánchez Flores (Madrid, 2. veljače 1965.) španjolski je nogometni trener i bivši nogometaš. Trenutačno je bez kluba. Kao igrač igrao je na poziciji desnog beka. 